# 配水場

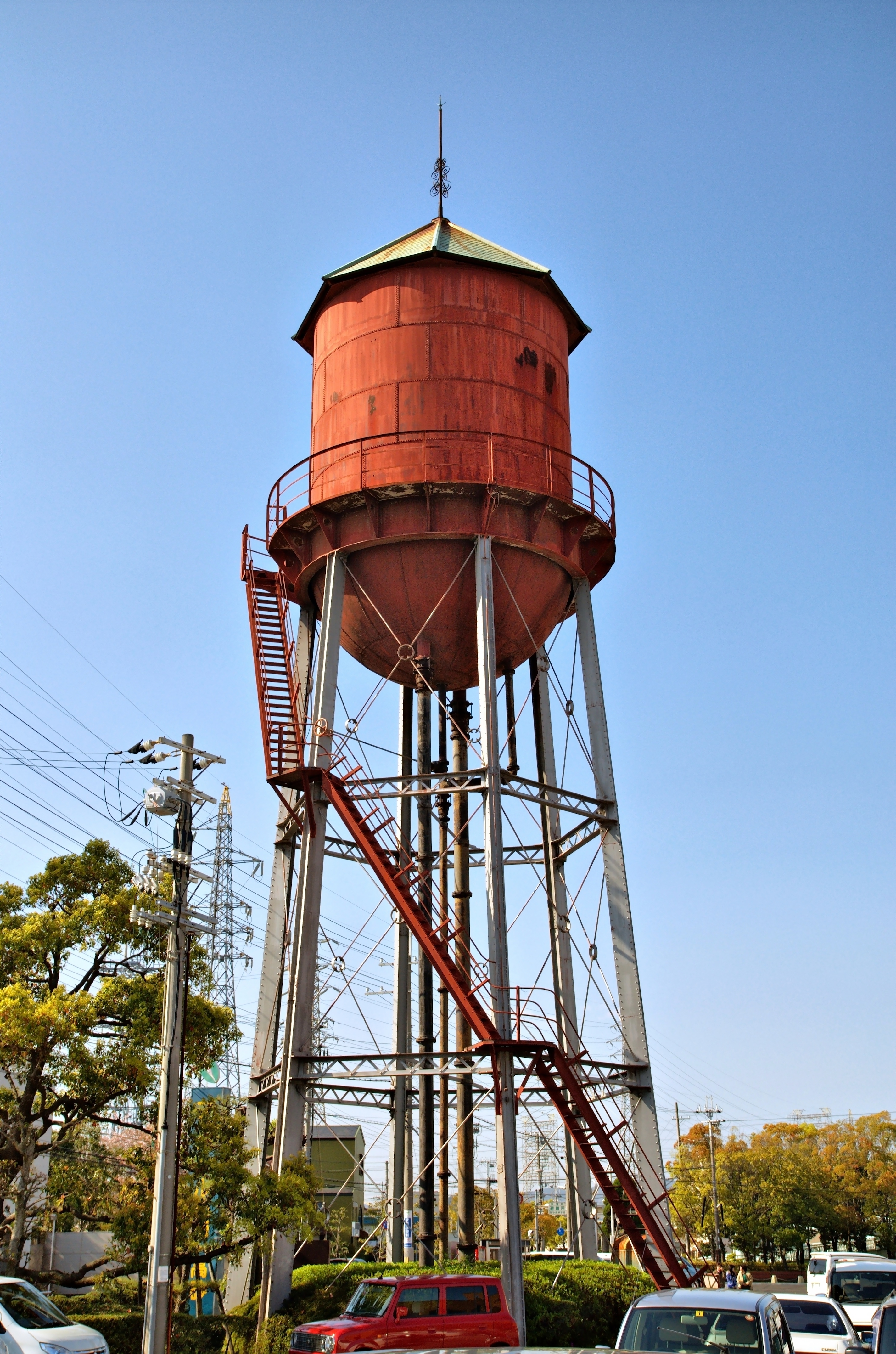
旧朝日町浄水場配水塔
(登録有形文化財)

配水場（はいすいじょう）は、上水道の施設の一つ。浄水場で浄化された水を配水管で導き、配水場に送り、そこから各家庭、施設に水を配水する機能を担う。形態として配水池、配水塔（配水タンク）が地形、需要に応じて選択される。

## 一般開放されている配水場
- 北海道
  - 函館市 - 元町配水場（函館市水道局、現・函館市企業局上下水道部）[1]